# This Darkened Heart
This Darkened Heart (en español: Este corazón oscuro) es el segundo álbum de estudio de la  banda de metalcore All That Remains, publicado el 23 de marzo de 2004. Cuenta con los sencillos "This Darkened Heart", "Tattered on My Sleeve" y "The Deepest Gray", los tres de los cuales tiene videos musicales creados por ellos.

## Lista de canciones
| This Darkened Heart |                             |          |  |
| N.º                 | Título                      | Duración |  |
| 1.                  | «And Death in My Arms»      | 4:45     |  |
| 2.                  | «The Deepest Gray»          | 3:09     |  |
| 3.                  | «Vicious Betrayal»          | 4:19     |  |
| 4.                  | «I Die in Degrees»          | 3:30     |  |
| 5.                  | «Focus Shall Not Fail»      | 6:18     |  |
| 6.                  | «Regret Not» (instrumental) | 4:26     |  |
| 7.                  | «Passion»                   | 3:42     |  |
| 8.                  | «For Salvation»             | 3:50     |  |
| 9.                  | «Tattered On My Sleeve»     | 4:21     |  |
| 10.                 | «This Darkened Heart»       | 3:13     |  |
| 41:35               |                             |          |  |

## Personal
All That Remains
- Philip Labonte – voz
- Mike Martin – guitarra
- Oli Herbert – guitarras eléctricas y acústicas
- Matt Deis –  bajo, piano
- Michael Bartlett – Batería

Producción
- Adam Dutkiewicz